# Pamendanga trifasciata
Pamendanga trifasciata är en insektsart som först beskrevs av Frederick Arthur Godfrey Muir 1917.  Pamendanga trifasciata ingår i släktet Pamendanga och familjen Derbidae. Inga underarter finns listade i Catalogue of Life.